# Netley
Netley – wieś w Anglii, w hrabstwie Hampshire, w dystrykcie Eastleigh. Leży przy wschodniej granicy miasta Southampton, 111 km na południowy zachód od Londynu.